# Ишмурзин, Аухади Галяутдинович
Аухади Галяутдинович Ишмурзин (баш. Әүхәҙи Ғәләүетдин улы Ишмырҙин, 1892—1923) — военный деятель, активный участник гражданской войны в России и Башкирского национального движения, штабс-ротмистр.

## Биография
Ишмурзин Аухади Галяутдинович родился в 1892 году в деревне Кинзябулатово Стерлитамакского уезда Уфимской губернии, ныне Ишимбайского района Республики Башкортостан.
Окончил Казанскую учительскую школу, а в 1914 году — военную школу по подготовке младших офицеров.
В 1914—1917 гг. проходил службу в русской армии, принимал участие в Первой мировой войне. Получил звание подпоручика.
В 1917 году принимал участие в Всебашкирских курултаях (съездах).
После ареста в феврале 1918 года большевиками членов Башкирского правительства, по инициативе Аухади Ишмурзина был созван съезд башкир Юрматынского кантона. На съезде было решено направить телеграмму В. И. Ленину с протестом против деятельности Оренбургского революционного комитета и с требованием освобождения членов Башкирского правительства.
В 1918—1919 гг. служил в Башкирской армии, в 1918 году был возведён в штабс-ротмистры.
С октября 1918 года являлся командующим 6-го стрелкового полка Башкирской армии, в то же время был начальником добровольческого отряда Юрматынского кантона. Был членом Башкирского военного совета.
С февраля 1919 года стал командующим 1-го Башкирской стрелковой дивизии. Вошёл в состав Башревкома.
С апреля 1919 года являлся заместителем военного комиссара Автономной Башкирской Советской Республики. В данной должности занимался формированием башкирских частей РККА (Башкирской отдельной стрелковой бригады и др.).
В сентябре 1919 года принимал участие в создании Башкирской группы войск Петроградского фронта.
С 1920 года занимался организацией советов в кантонах автономной республики.
После выхода декрета ВЦИК и СНК РСФСР «О государственном устройстве Автономной Советской Башкирской Республики» от 19 мая 1920 года в знак протеста вместе с другими членами Башревкома ушёл в отставку.
Совместно с А. А. Валидовым принимал участие в «басмаческом движении» в Средней Азии.
В августе 1922 года попал в плен к красным и был казнён.

## Семья

### Братья
- Ишбулды (1887—?) — был раскулачен.
- Сулейман (1893—1937) — участник Башкирского национального движения, штабс-капитан, член БашЦИКа. В 1937 году репрессирован.
- Юсуп (1896—?) — репрессирован: арестован в 1937 году и приговорён к 10 годам лишения свободы.
- Якуб (1902—1964) — служил в рядах РККА, был замполитом бригады.

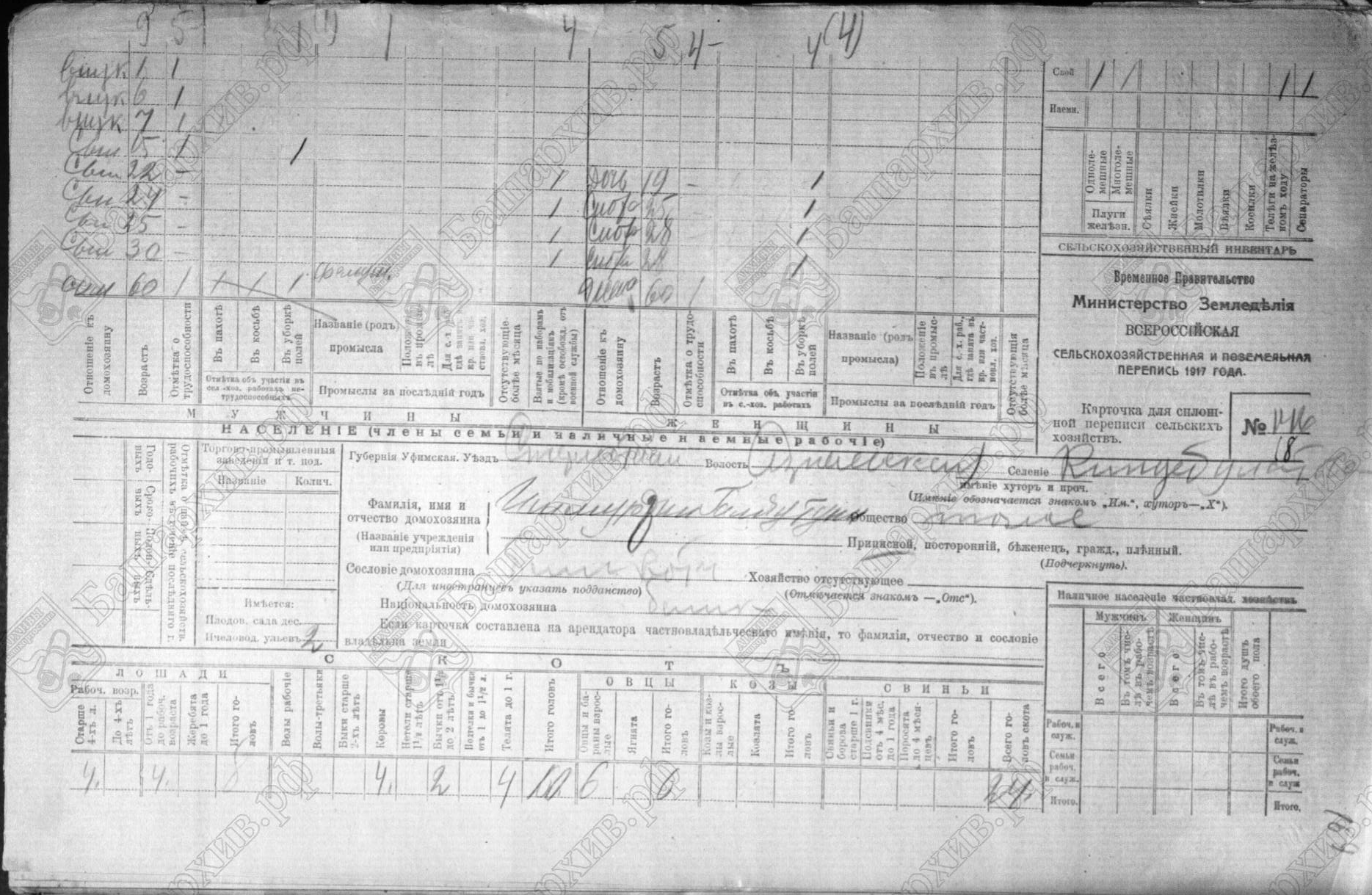
Галяутдин Ишмурзин со своими детьми, потомками (только возраст) по сельскохозяйственной переписи 1917 года